# Maza (malabarismo)
Mazas o clavas de malabares son un tipo concreto de malabar. Las mazas están entre los tres utensilios más populares de los malabaristas, junto a las bolas y los anillos. Este aparato resulta bastante peculiar, ya que para la realización de una correcta parábola, hay que tener en cuenta dos factores físicos: el centro de gravedad y el peso basculante de la propia maza. Es decir, no sólo consiste en lanzar los objetos y hacer la filigrana, como es el caso de malabares como el diábolo, las bolas o el devilstick, entre otros.

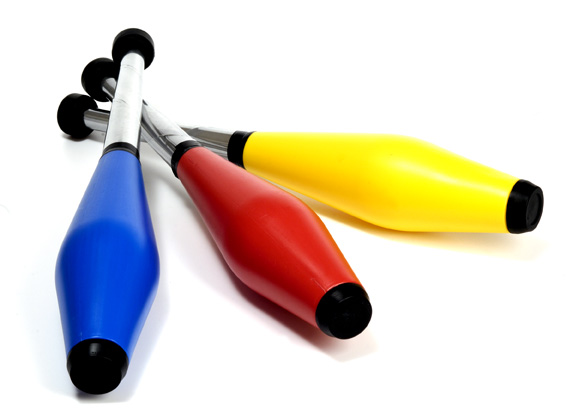
Tres mazas de malabares de los colores más típicos

## Historia
Las mazas actuales son una evolución de las mazas indias que se utilizaban en la antigua Persia como entrenamiento para el Pehlwani, un tipo de lucha tradicional. Se considera que fueron los soldados indios los primeros en utilizar estos elementos para entrenar e incrementar la fuerza. Estos entrenamientos implicaban balanceos (swing en inglés) y lanzamientos de uno o dos objetos. En 1834, Donald Walker en su libro "British Manly Exercises" recopiló algunos de estos ejercicios y los exportó a Europa. En 1866, Simon D. Kehoe, un empresario americano, comenzó a fabricar estas mazas indias y escribió el libro "The Indian Club Exercise". Se considera a DeWitt Cook como el primero en utilizar tres de estas mazas para hacer malabares a principios del siglo XIX.

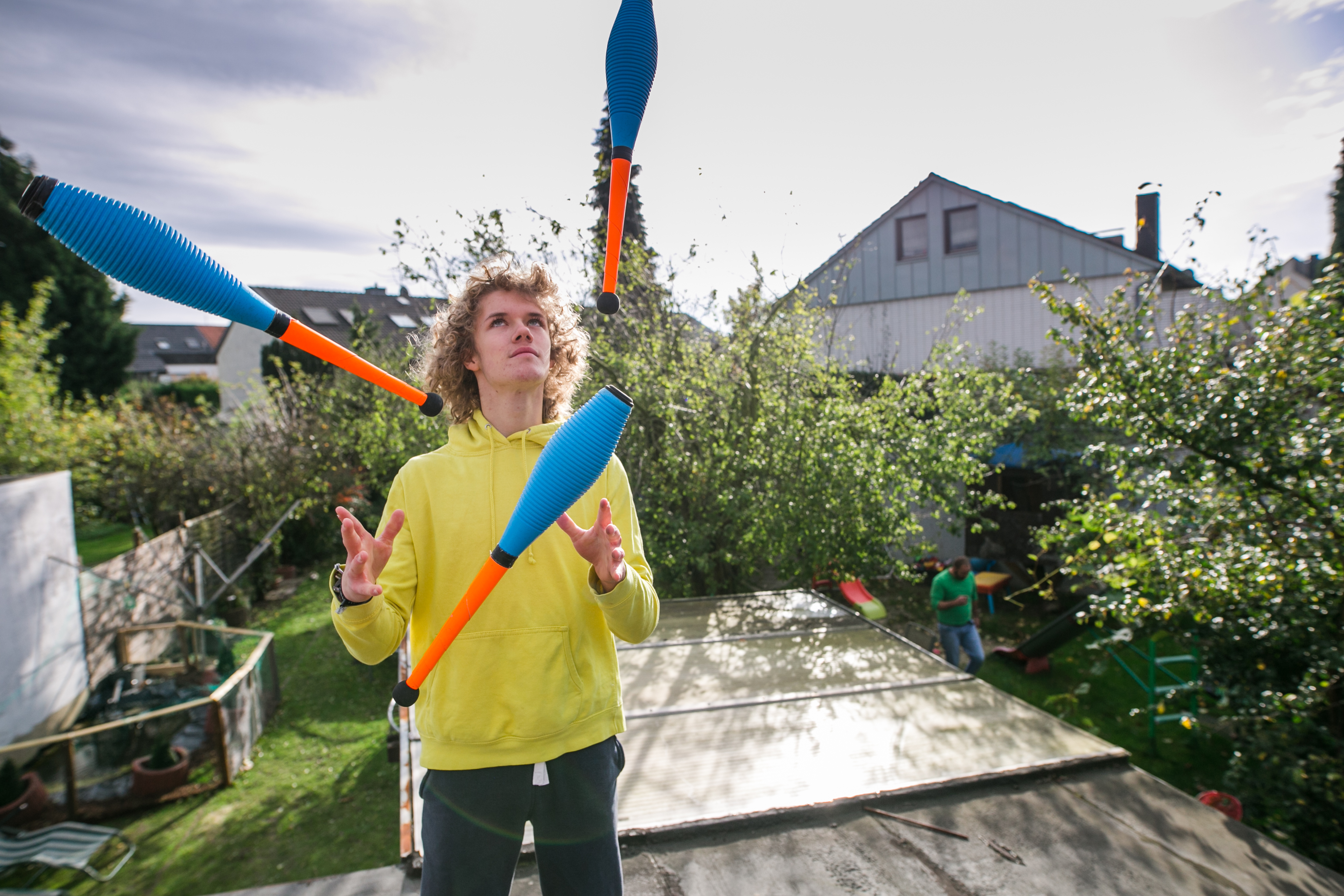
Luca Pferdmenges haciendo malabares con clavas

## Características
La maza se caracteriza por la diferenciación entre su centro de gravedad, el peso que lleva en el centro, y la existencia de contrapesos. El abombamiento que tiene encima del mango hace que el giro se bascule. Este tipo de malabarismo es distinto a los demás, pues en el resto de malabares centro de gravedad y peso coinciden. 

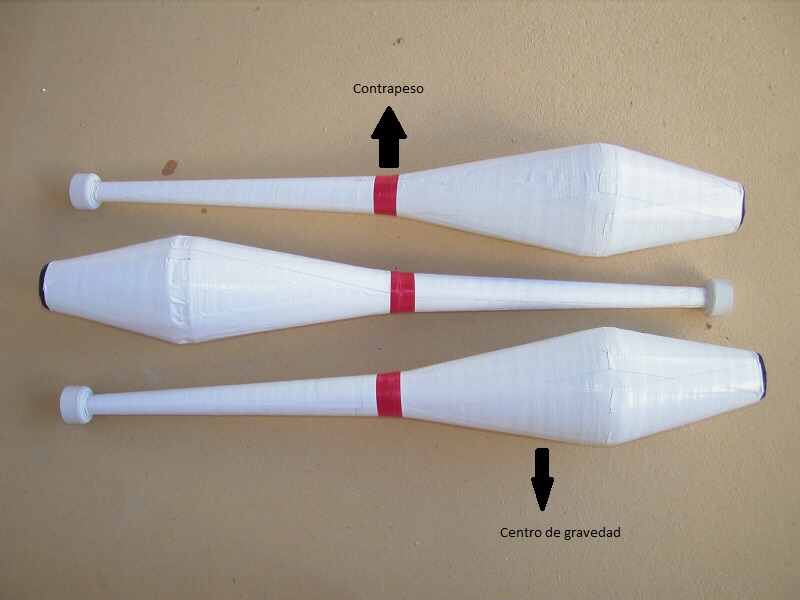
Explicación del esqueleto de la maza

## Variedad
Existen distintos tamaños de mazas según el tipo de truco que se quiera hacer, así como distintos materiales con los que hacerlo. Se pueden hacer de forma casera, con materiales en desuso o reutilizables como:botellas plásticas, palos de escobas,o trozos de cartón; siempre y cuando se compensen los pesos de extremos y centro para que el vuelo sea perfecto.las clavas o mazas poseen en su interior un palo o varilla que la atraviesa a lo largo de su lado más extenso: desde el "regaton" inferior , hasta el tope superior. Su forma total se divide en mango y "botella".

## Ventajas
Como todos los malabares en general, las mazas ayudan a desarrollar la coordinación. Hacen trabajar las funciones psicomotrices de nuestro cerebro. Además, resultan ser uno de los entretenimientos que más abstraen, debido a la concentración que requieren.